# Адель Шампанская
Аде́ль Шампа́нская (фр. Adèle de Champagne; ок. 1140 — 4 июня 1206, Дворец Сите, Париж) — королева Франции (1160—1180), третья жена Людовика VII; регентша Франции (1190—1192); дочь Тибо II Великого, графа Шампани, и Матильды Каринтийской.
Она была сестрой Генриха I Щедрого, Тибо V де Блуа, Гильома Белые Руки, Этьена де Сансерр, Агнес де Блуа, графини де Бар, и Марии де Блуа, герцогини Бургундской.

## Королева

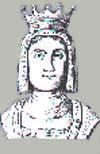
Адель Шампанская.

13 ноября 1160 года в Париже сочеталась браком с Людовиком VII, королём Франции, который недавно овдовел после смерти Констанции Кастильской. Она родила Людовику столь долгожданного наследника, будущего Филиппа II Августа, а также дочь Агнес.
При жизни мужа играла видную роль в политической жизни Франции. Она способствовала выдвижению своих братьев Генриха Щедрого, графа Шампани, и Тибо V, графа Блуа, а также младшего брата Гильома по прозвищу Белые Руки, который получил главную кафедру во Франции — архиепископство Реймское.
Она выдала замуж двух старших дочерей Людовика VII от Алиеноры Аквитанской за двух своих братьев, графа Генриха I Щедрого Шампанского и графа Тибо V де Блуа.
Филипп Август, придя к власти в 1180 году, отстранил свою мать от управления государством. Однако, в 1190 году, на время участия сына в третьем крестовом походе, Адель Шампанская была назначена регентшей Франции. В 1192 году, по возвращении короля, королева Адель слагает полномочия регента и снова уходит в тень. В это время она занимается основанием аббатств, в том числе аббатства Жар.
Королева Адель умерла 4 июня 1206 года и была похоронена в церкви аббатства Понтиньи, около Осера.